# Sayonara (singolo)
Sayonara è un singolo del cantautore italiano Gazzelle, pubblicato il 26 giugno 2017 e successivamente inserito nella versione deluxe del primo album in studio Superbattito.

## Descrizione
Il brano è stato prodotto e missato da Federico Nardelli, e successivamente masterizzato da Riccardo Parenti.

## Formati
Il brano, oltre che in formato digitale, è stato distribuito in vinile nell'EP Plastica, in cui è contenuto anche il brano Stelle filanti.

## Video musicale
Sayonara è l'unico singolo del cantautore romano per cui non è stato previsto un videoclip: il 26 giugno 2017 è stata solo pubblicata, sul canale YouTube di Maciste Dischi, la traccia audio del brano accompagnata dalla copertina, raffigurante un maneki neko dorato su sfondo rosa.

## Tracce
1. Sayonara – 3:42